# 王基 (東魏)
王 基（おう き、478年 - 542年）は、中国の北魏末から東魏にかけての軍人・官僚。本貫は太安郡狄那県。

## 経歴
北魏末の葛栄の乱に参加し、済北王・寧州刺史に任じられた。葛栄の敗死後も、王基は城に拠って下らず、爾朱栄が使者を送ってきた後に、はじめて降伏した。爾朱栄の下で府従事中郎令となり、磨川に駐屯した。爾朱栄の死後、王基は紇豆陵歩藩に捕らえられて河西に連行され、後に爾朱兆のもとに逃げ帰った。高歓が爾朱兆を平定すると、王基は都督となり、義寧郡太守に任じられた。王基はかつて葛栄軍にいたときに宇文泰と面識があり、宇文泰が関中に拠ると、高歓は王基と侯景を使者として宇文泰のもとに派遣した。宇文泰は王基をとどめて帰さなかった。王基は後に逃げ帰り、冀州長史に任ぜられ、後に行肆州事をつとめた。元象元年（538年）、南益州刺史・北豫州刺史を歴任した。興和4年（542年）冬、奴のために殺害された。享年は65。征東将軍・吏部尚書・定州刺史の位を追贈された。
子に王紘があった。

## 伝記資料
- 『北斉書』巻25 列伝第17
- 『北史』巻55 列伝第43